# Epidesmia phoenicina
Epidesmia phoenicina är en fjärilsart som beskrevs av Turner 1929. Epidesmia phoenicina ingår i släktet Epidesmia och familjen mätare. Inga underarter finns listade i Catalogue of Life.